# 土曜サロン
『土曜サロン』は、NHKラジオ第1で1970年代後半から2000年3月18日まで放送された情報番組である。

## 概要
- 広瀬が担当した頃から「午後のロータリー“土曜サロン”」[1]、「こんにちはラジオセンター」、「NHKラジオセンター」として放送されていたが、のちに独立番組として、「土曜サロン」→「土曜サロン 広瀬久美子のラジオワイド」になった。
- 1996年4月27日から月末は「関西発土曜サロン」[2]が放送されるようになった。

## 放送時間
- 土曜日 13:00 - 18:00

## 出演者
- 広瀬久美子
- 大和田獏
- 柳家権太楼[3]
- 西田和昭
- 佐々木功[4]

## エピソード
- 1981年4月11日放送に横浜銀蝿がゲスト出演した際に、NHKの音楽担当者がグループを否定する発言があったために抗議電話が殺到した[5]。
- ある時権太郎師が大伴家持を「いえもち」と言ったことから、以後何かにつけて「いえもち」と茶化されることになった。